# Barbara Zápolya
Barbara Zápolya (circa 1495 - Krakau, 2 oktober 1515) was van 1512 tot aan haar dood koningin van Polen en grootvorstin van Litouwen. Ze behoorde tot het Hongaarse adelgeslacht Zápolya.

## Levensloop
Barbara was een dochter van Stefan Zápolya, palatijn van Hongarije, en diens echtgenote Hedwig, dochter van hertog Przemysław II van Teschen.
Op 28 februari 1512 huwde ze in Krakau met koning Sigismund I van Polen (1467-1548). Dezelfde dag werd ze in de Wawelkathedraal gekroond tot koningin van Polen en grootvorstin van Litouwen. In maart 1513 beviel Barbara van hun eerste dochter Hedwig (1513-1573), die in 1535 huwde met keurvorst Joachim II Hector van Brandenburg.
De meeste tijd leefde Barbara alleen in Vilnius, terwijl haar echtgenoot als grootvorst van Litouwen oorlog voerde tegen het grootvorstendom Moskou. In het jaar 1515 beviel ze van haar tweede dochter Anna, die echter enkele dagen na de geboorte overleed. In oktober 1515 overleed de ongeveer 20-jarige Barbara aan de gevolgen van deze geboorte. Ze werd bijgezet in de Wawelkathedraal.
- Gemeinsame Normdatei: 123183561
- International Standard Name Identifier: 0000 0000 3347 6129
- Library of Congress Control Number: n2001153268
- Nationale Bibliotheek van Polen: a0000001280632
- Virtual International Authority File: 42739301
- WorldCat: E39PBJrCbFFYcvqPyBBVQ8wt8C